# Christopher Vose
Christopher „Chris“ Vose (* 27. Januar 1887 in Preston; † 22. August 1970 in Warrington) war ein britischer Langstreckenläufer.
1920 gewann er für England startend beim Cross der Nationen Silber. Bei den Olympischen Spielen in Antwerpen kam er im Crosslauf auf den 19. Platz.